# ياريم قية
ياريم‌ قية هي قرية في مقاطعة خوي، إيران. يقدر عدد سكانها بـ 290 نسمة بحسب إحصاء 2016.